# Living in Another World
"Living in Another World" is een nummer van de Britse band Talk Talk. Het nummer werd uitgebracht op hun album The Colour of Spring uit 1986. In maart van dat jaar werd het nummer uitgebracht als de tweede single van het album.

## Achtergrond
"Living in Another World" is geschreven door zanger Mark Hollis in samenwerking met Tim Friese-Greene en geproduceerd door Friese-Greene. Hollis raakte geïnspireerd om het nummer te schrijven naar aanleiding van de modale jazz van Miles Davis. In een interview met een Italiaanse televisiezender uit 1987 vertelde hij tevens dat hij werd geïnspireerd voor de tekst door de werken van Jean-Paul Sartre. Het hammondorgel op het nummer wordt bespeeld door Steve Winwood.
"Living in Another World" werd een hit in een aantal landen: in het Verenigd Koninkrijk kwam het weliswaar niet verder dan plaats 48, maar in onder anderen Duitsland, Italië en Zwitserland wist het de top 40 te bereiken.
In Nederland was de plaat op maandag 10 maart 1986 AVRO's Radio en TV-Tip op Radio 3 en bereikte de plaat respectievelijk de plaatsen 23 en 22 in de Nederlandse Top 40 en de Nationale Hitparade, terwijl in Vlaanderen plaats 21 in de voorloper van de Ultratop 50 werd behaald. In 1991 werd een remix van het nummer uitgebracht ter promotie van het remixalbum History Revisited, die in het Verenigd Koninkrijk plaats 79 in de hitlijsten behaalde. In 2012 werd het nummer gecoverd door Lights en Darkstar voor het tributealbum Spirit of Talk Talk.
In het NOS Radio 3 programma De Avondspits draaide Tom Blomberg, bij afwezigheid van Frits Spits, op dinsdag 1 april 1986 als 1 aprilgrap het nummer het hele programma (55 minuten lang) ononderbroken in een 'loop'.

## Hitnoteringen

### Nederlandse Top 40
| Hitnotering: 29-03-1986 t/m 26-04-1986 | Hitnotering: 29-03-1986 t/m 26-04-1986 | Hitnotering: 29-03-1986 t/m 26-04-1986 | Hitnotering: 29-03-1986 t/m 26-04-1986 | Hitnotering: 29-03-1986 t/m 26-04-1986 | Hitnotering: 29-03-1986 t/m 26-04-1986 | Hitnotering: 29-03-1986 t/m 26-04-1986 |
| Week                                   | 1                                      | 2                                      | 3                                      | 4                                      | 5                                      |                                        |
| -------------------------------------- | -------------------------------------- | -------------------------------------- | -------------------------------------- | -------------------------------------- | -------------------------------------- | -------------------------------------- |
| Positie                                | 29                                     | 27                                     | 23                                     | 25                                     | 36                                     | uit                                    |

### Nationale Hitparade
| Hitnotering: 22-03-1986 t/m 03-05-1986 | Hitnotering: 22-03-1986 t/m 03-05-1986 | Hitnotering: 22-03-1986 t/m 03-05-1986 | Hitnotering: 22-03-1986 t/m 03-05-1986 | Hitnotering: 22-03-1986 t/m 03-05-1986 | Hitnotering: 22-03-1986 t/m 03-05-1986 | Hitnotering: 22-03-1986 t/m 03-05-1986 | Hitnotering: 22-03-1986 t/m 03-05-1986 | Hitnotering: 22-03-1986 t/m 03-05-1986 |
| Week                                   | 1                                      | 2                                      | 3                                      | 4                                      | 5                                      | 6                                      | 7                                      |                                        |
| -------------------------------------- | -------------------------------------- | -------------------------------------- | -------------------------------------- | -------------------------------------- | -------------------------------------- | -------------------------------------- | -------------------------------------- | -------------------------------------- |
| Positie                                | 33                                     | 22                                     | 22                                     | 23                                     | 32                                     | 39                                     | 50                                     | uit                                    |

### NPO Radio 2 Top 2000
| Nummer met noteringen in de NPO Radio 2 Top 2000 | '18  | '19  | '20  | '21  | '22  | '23  | '24  |
| ------------------------------------------------ | ---- | ---- | ---- | ---- | ---- | ---- | ---- |
| Living In Another World                          | 1940 | 1299 | 1351 | 1408 | 1569 | 1691 | 1714 |

1. ↑  Een vetgedrukt getal geeft de hoogste notering aan.
2. ↑  2018 was het eerste jaar met een notering voor dit nummer.